# Ladislav Belanský
Ladislav Belanský [ladislau belanský] (* 7. září 1942 Hlohovec) je bývalý slovenský fotbalista a trenér. Na počátku 90. let 20. století byl prezidentem fotbalové Lokomotívy Košice.

## Hráčská kariéra
Z rodného Hlohovce ho do VSS Košice pomohl získat bývalý prvoligový brankář Ladislav Tarhaj, do prvoligového kádru se však neprosadil. V sezoně 1965/66 hrál za divizní Lokomotívu Spišská Nová Ves. Poté odešel na základní vojenskou službu, během níž hrál za Duklu Prešov.

## Trenérská kariéra
V československé lize působil v první polovině 80. let jako asistent trenéra v Lokomotívě Košice. Tři sezony byl asistentem Ondreje Ištóka (1980/81, 1981/82 a 1982/83), dále Jozefa Jankecha (1983/84 a podzim 1984). Byl rovněž asistentem Juraje Szikory ve druholigovém ročníku 1986/87.